# Spizellomyces dolichospermus
Spizellomyces dolichospermus är en svampart som beskrevs av D.J.S. Barr 1984. Spizellomyces dolichospermus ingår i släktet Spizellomyces och familjen Spizellomycetaceae.   Inga underarter finns listade i Catalogue of Life.